# الاتحاد الرياضي ببوسالم
الاتحاد الرياضي ببوسالم هو فريق كرة قدم تونسي من مدينة بوسالم نشط في موسم 2011م-2012م في الرابطة التونسية الثالثة لكرة القدم بمجموعة الشمال.

## وصلات خارجية
- الموقع الرسمي للجامعة التونسية لكرة القدم